# Ахмед, Мохаммед (легкоатлет)
Мохамед Ахмед (англ. Mohammed Ahmed; род. 5 января 1991[…], Могадишо) — канадский легкоатлет сомалийского происхождения, специализируется в беге на средние дистанции. Бронзовый призёр чемпионата мира 2019 года в беге на 5000 метров. Победитель Панамериканских игр 2015 в беге на 10000 метров. Участник летних Олимпийских игр 2012 и 2016 годов, серебряный призёр летних Олимпийских игр 2020 в Токио в беге на 5000 метров.

## Биография
Мохамед Ахмед родился в Могадишо, Сомали, в семье Саида Юсуфа и Халимо Фараха, а в возрасте 11 лет переехал вместе с семьёй в Канаду, в Сент-Катаринс, провинция Онтарио. Он начал бегать в возрасте 13 лет после того, как в школе посмотрел бег своих братьев.
До учёбы в колледже Мохаммед Ахмед четыре раза становился чемпионом Канады среди юниоров на 5000 м и дважды финишировал в десятке лучших на чемпионате мира среди юниоров (4-е место в 2010 году, 9-е место в 2008 году).
Ахмед учился в Университете Сент-Катаринс, а затем поступил в Университет Висконсин-Мэдисон, который окончил в 2014 году. За время учёбы в колледже он получил 11 Всеамериканских наград NCAA в легкой атлетике и кросс-кантри. Был участником Олимпийских игр в Лондоне в 2012 году, где занял 18-е место.

## Спортивная карьера
На чемпионате мира 2013 года в Москве Мохаммед показал лучшее время на дистанции 10000 м в истории Канады, заняв 9-е место, почти сравняв свой лучший результат за всю жизнь с результатом 27: 35,76.
Соревновался в бегах на 5000 и 10000 м на Играх Содружества 2014 года, заняв 5-е и 6-е места соответственно.
В 2015 году на дистанции 10000 метров в ходе Панамериканских игр в Торонто финишировал первым, показав результат 28.49,96 и став чемпионом игр.

## Профессиональная карьера
28 мая 2016 года Ахмед установил личный рекорд и национальный рекорд Канады в беге на 5000 м на Prefontaine Classic, финишировав со временем 13: 01.
В 2016 году на летних Олимпийских играх в Бразилии на дистанции 5000 метров он финишировал со временем со временем 13: 05.94 и стал четвёртым, ему не хватило 1.5 секунды, чтобы завоевать бронзовую награду.
Он также занял одиннадцатое место в истории бега на 5000 м в закрытых помещениях в истории в Бостоне в 2017 году, установив при этом национальный рекорд Канады. 4 августа 2017 года Ахмед установил личный рекорд и национальный рекорд Канады в беге на 10000 м, заняв 8-е место на чемпионате мира ИААФ 2017 года со временем 27: 02.35.
Был номинирован на звание спортсмена года на «International Somali Awards» 2018. В том же году он также выиграл две серебряные медали на Играх Содружества в беге на 5000 и 10000 метров.
30 сентября 2019 года Мохамед Ахмед в Дохе стал бронзовым призёром чемпионата мира в беге на 5000 метров, показав результат 13.01,11. Ахмед лидировал в конце гонки, ненадолго опустившись на пятое место на последнем отрезке, прежде чем восстановиться и занять третье место.
10 июля 2020 года, участвуя в «Portland Intrasquad Meet II» в Портленде, штат Орегон, Ахмед установил личный рекорд и национальный рекорд Канады в беге на 5000 м среди мужчин со временем 12:47.20.

## Олимпиада 2020 в Токио
На летних Олимпийских играх 2020 года Ахмед финишировал шестым, ненадолго лидировав в конце забега на 10 000 метров, показав свой лучший результат в сезоне.
Ахмед выиграл серебряную медаль на летних Олимпийских играх 2020 года в беге на 5000 метров среди мужчин.

## Персональные результаты
| Дисциплина   | Время    | Место     | Дата            |
| ------------ | -------- | --------- | --------------- |
| 1500 метров  | 3.40,18  | Портленд  | 14 июня 2015    |
| 1 миля       | 3.56,60  | Бирмингем | 20 августа 2017 |
| 3000 метров  | 7.40,49  | Загреб    | 29 августа 2017 |
| 2 мили       | 8.15,76  | Эжен      | 30 июня 2019    |
| 5000 метров  | 12.58,16 | Рим       | 6 июня 2019     |
| 10000 метров | 26.59,35 | Доха      | 6 октября 2019  |